# Kawasaki Z e-1
Die Z e-1 ist, zusammen mit der Ninja e-1, das erste vollelektrische Motorrad von Kawasaki.

## Konstruktion

### Antrieb
Als Antrieb wird ein luftgekühlter, innenliegender Permanentmagnet-Synchronmotor von zwei Ionen-Akkupaketen mit einer Nennleistung von je 30 Ah gespeist. Mit einer Reichweite von 72 Kilometer bei voller Ladung erreicht die Kawasaki Z e-1 eine Höchstgeschwindigkeit von 99 km/h.
Nachdem sie 2023 angekündigt worden war, begann 2024 der Verkauf der Kawasaki Z e-1. Mit 12 PS ist sie, wie das Schwestermodell Ninja e-1, speziell für Besitzer der A1-Führerscheinklasse geeignet.

### Fahrwerk
Die Z e-1 hat einen Gitterrohrrahmen mit einer Teleskopgabel mit 41 mm Standrohrdurchmesser. 

### Bremsen
Das Motorrad bremst mit zwei Einzelscheibenbremsen. Vorne mit 290-mm und hinten mit 220-mm.

## Kawasaki Z e-1 Sport
Die Sportvariante bietet einen getönten Windschild, ein Tankpad, einen USB-C-Anschluss, eine Displayschutzfolie und eine Soziussitzabdeckung im Gegensatz zur Standardvariante.